# 国津御祖神社
国津御祖神社（くにつみおやじんじゃ）は、伊勢神宮皇大神宮（内宮）の摂社。本項目では、国津御祖神社と同座する、内宮末社の葦立弖神社（あしだてじんじゃ）についても記述する。
2社とも倭姫命の定めた神社である。

## 概要
三重県伊勢市楠部町字尾崎2132、五十鈴橋のそばに鎮座する大土御祖神社・宇治乃奴鬼神社の参道を奥へ進んだところに鎮座する。
社地は「茶屋の森」と呼ばれる。社地の面積は370.87坪（≒1,226m2）。『皇大神宮儀式帳』に「坐地大土神社之四至内」とあり、平安時代より大土御祖神社と同じ地に鎮座していたことが窺える。
2社は同座しており、社殿は1つである。神明造板葺の社殿は南の方角を向いており、一重の玉垣に囲まれている。賽銭箱は置かれていない。『皇大神宮儀式帳』によれば、社殿は板葺ではなく萱葺であったという。

## 国津御祖神社
国津御祖神社は、内宮の摂社27社のうち第11位である。
祭神は宇治比賣命（うじひめのみこと）・田村比賣命（たむらひめのみこと）。2柱とも国生（くなり）の神の御子であり、産土神であるという。田村比賣命を「村田比賣命」と記載する古書も多いが、誤記と見られる。
祭神が国生の神の御子であることから「御子社」の別名がある。ほかに用例は少ないものの、「一本社」・「一元社」の異称もある。

## 葦立弖神社
葦立弖神社は、内宮の末社16社のうち、第14位である。社殿は中絶し、国津御祖神社に同座する。
祭神は玉移良比女命（たまやらひめのみこと）。宇治都比女命（うじつひめのみこと）の子であるとされ、産土神であるという。宇治都比女命は国津御祖神社の祭神・宇治比賣命と同じであると考えられている。

## 歴史
伊勢神宮の摂社の定義より『延喜式神名帳』成立、すなわち延長5年（927年）以前に創建された。『皇大神宮儀式帳』にも「国津御祖社」として記載があることから延暦23年（804年）以前から存在したことになる。
中世以後、祭祀が断絶し、寛文3年12月22日（グレゴリオ暦：1664年1月20日）に遷御（せんぎょ）の儀を行い再興された。大土御祖神社の旧社地を特定が容易であったため、同じ社地の国津御祖神社も労せず旧地に復興された。明治4年（1871年）に葦立弖神社を国津御祖神社へ同座させる。
社殿は1914年（大正3年）に造り替えられた。45年後の1959年（昭和34年）7月に建て替えられ、1982年（昭和57年）10月に大修繕が施された。

## 祭祀
国津御祖神社で行われる祭祀は、大土御祖神社と同じである。すなわち、巡回祭典の形で祈年祭（2月）、月次祭（6月・12月）、神嘗祭（10月）、新嘗祭（11月）の際は社殿の前で祭祀が行われ、歳旦祭（1月）、元始祭（1月）、建国記念祭（2月11日）、風日祈祭（5月・8月）、天長祭（12月23日）は遥祀を催行する。

## 植物相
大土御祖神社と同じ社地に鎮座するため、植物相も同じである。
1977年（昭和52年）に行われた境内の立木調査によると、カヤノキ・マキ・スギ・ヒノキ・カシ・シイ・クスノキ・ヤブニッケイ・シロダモ・タブ・トベラ・モチノキ・ヤブツバキを主要樹種とし、計258本あった。

## 交通

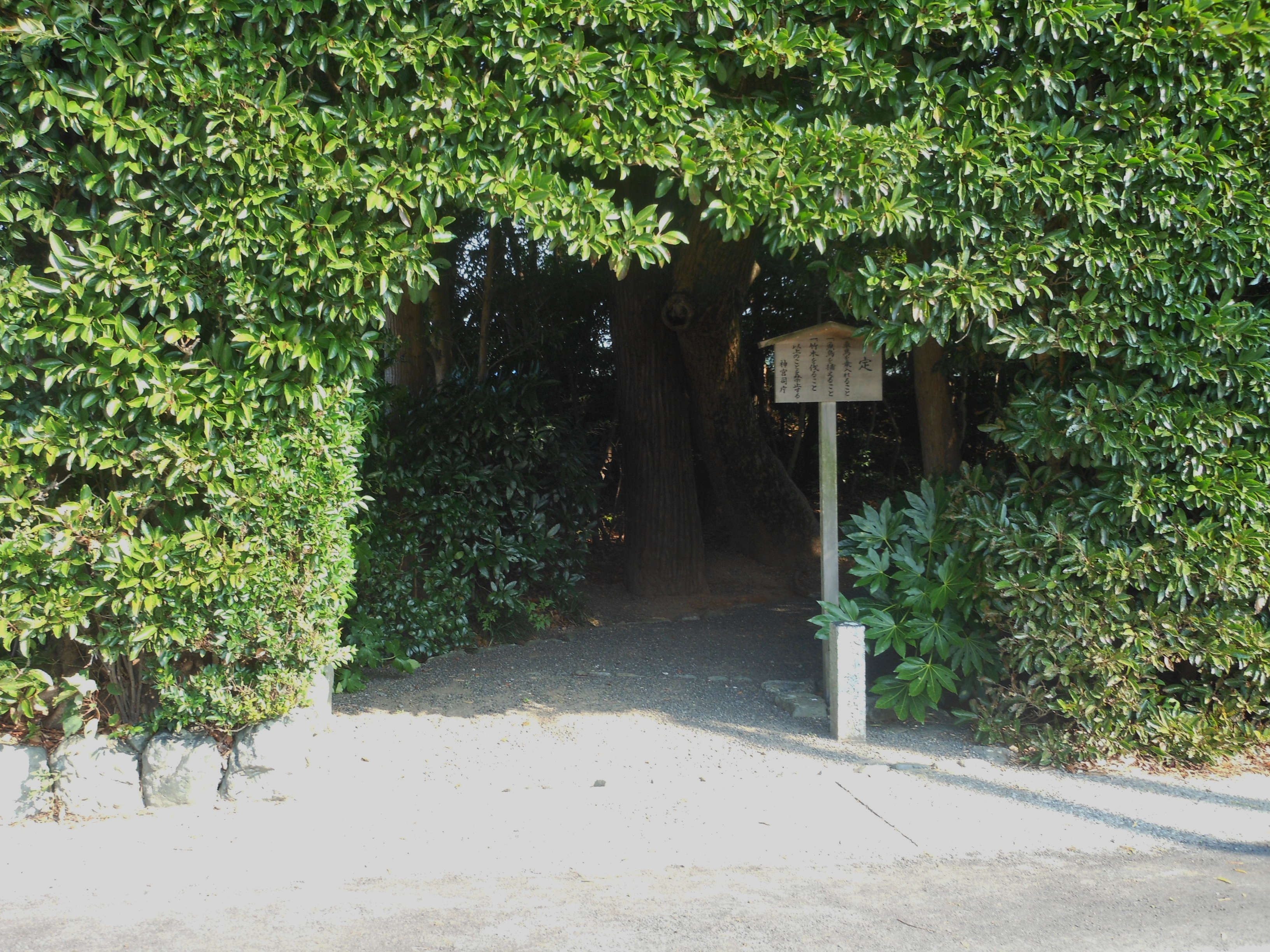
国津御祖神社・葦立弖神社の入り口

国津御祖神社・葦立弖神社の東には神宮神田が広がる。付近には伊勢市立四郷小学校、伊勢市役所四郷支所、櫲樟尾神社（くすおじんじゃ）がある。
- 近鉄鳥羽線五十鈴川駅より
  - 徒歩約13分（約1km[9]）。
  - 伊勢市コミュニティバス「おかげバス」乗車、「四郷小学校前」バス停下車、徒歩約1分（約150m）[5]。
- 伊勢自動車道伊勢ICより国道23号を南下、「楠部」交差点を左折、三重県道37号鳥羽松阪線を東へ約1分（約750m）。付近に駐車場はない。